# Очни зостер
Очни зостер, очни херпес зостер лат. Herpes zoster ophthalmicus, енгл. Ophthalmic zoster је кожни облик инфективног, вирусног обољења херпес зостера који захвата прву грану кранијалног живца тригеминуса (лат. n. trigeminusa).
Очни зостер се манифестује болним, унилатерално груписаним везикулама на еритематозној основи, локализованих на кожи очних капака, корена носа, чела и поглавине (у правцу простирања очног живца), запаљењским променама у оку и отоком регионалних лимфних жлезда .

## Етиологија
Зостер, од грчке речи „zōstēr“, је заразно вирусно обољење које узрокује варичела зостер (лат. Varicella-Zoster), исти онај вирус који изазива водене богиње - варичелу, (лат. varicella).
 Примарна инфекција се обично јавља у детињству када вируси узрокују водене богиње код деце свих узраста. После прележане болести, вируси се задржавају у ганглионима спиналних живаца у латентном (прикривеном) стању, из кога могу прећи у реинфекцију, која избија (након инкубације од 1-3 недеље) у виду грудног, генерализованог, хеморагично-гангренозног, ушног или гениталног зостера. У оквиру било ког од наведених облика зостара као његова компликација (или самостални облик зостера) може се јавити очни или офталмични зостер, (лат. Herpes zoster ophthalmicus), који преласком вируса на очи, може узроковати инфекцију и васкуларне промене у оку, уз веђе, вежњачу и рожњачу и друге структуре ока. Код деце очни зостер се ретко јавља. У 10-25% свих случајева очног зостера, његове последице могу бити разорне по чуло вида и укључују; хронична запаљења ока, визуелне поремећаје до губитка вида, и јаке болове.
Реактивација вируса варичеле зостер из латентног (прикривено) облика најчешће се јавља у тзв. ризичним групама или стањима организма:
- Старије особе,[9]
- Особе на имуносупресивној терапији[10]
- Особе изложене јаком психичком стресу,[9]
- Особе са нарушеним имунским системом (нпр. оболели ода ХИВ и СИДА инфекције) или болесници са малигнитетом,[11][12][13][14][15][16][17][18][19][20][21][22][23]
- Особа које су биле у контакту или су користили личне предмете особа оболелих од зостера у акутној фази болести.
- Новорођенчад примарно изложена инфекцији у материци мајке или на почетку детињства, када је нормалан имунски одговор организма смањен[9]

## Епидемиологија
- У Сједињеним Америчким Државама примарна инфекције херпес вирусом у више од 90% становништва јавља се у младости, а око 100% Американаца зарази се до 60 године живота.[24]
- Од херпес зостера оболи око 10-20% популације,[25] са годишњом стопом учесталости од 1,5 до 3,4 пацијената на 1.000 људи.[26]
- Стопа учесталости разбољевања код особа беле расе у САД је око 131 на 100.000 особа/годишње.
- Према овим подацима, на један милион обављених анализа података о херпес зостеру, годишње се региструје око 250.000 пацијената, код којих се у даљем току болести испитује даљи развој очног облика зостера. У овој групи код око 50% пацијената се јављају компликације као последица очног зостера.
- Од 40.000 до 60.000 оболелих од очног зостера, годишње, 50% је имало компликације на оку; 16% неуротропску кератопатију а 15% остала тешка оштећења ока.[27]
- У очном зостеру може се у око 12% случајева јавити и Ремзи Хант синдром (енгл. Ramsay Hunt Syndrome) [а] који карактерише појава парализе мишића лица.[28]
- Учесталост зостера расте са годинама,[9] вероватно због општег смањења функција имунског система као последица старења. Примарна инфекција варичелом настаје у детињству, а реактивације варичеле или херпес зостер се пре свега јавља код здравих, старијих одраслих особа. Врхунац учесталости зостера је у седмој деценији живота (нпр. учесталост болести међу појединцима старијим од 75 година прелази 10 случајева на 1.000 особа/годишње).[24]
... Следећи подаци најбоље илуструју утицај старења на инциденцију зостера према подацима из 1996 (који се подложни могућим променама због старости студије):[9]

Особе млађе од 20 година - 0,4-1,6 оболелих на 1000 особа
Особе узраста од 20-50 година - 2-3 оболела на 1000 особа
Особе старије од 80 година - 4,5-11 оболела на 1000 особа...
- Не постоји разлика учесталости очног зостера између полова.[29]
- Једна студија спроведе у САД показала је повећану преваленцу болести код жена него код мушкараца.[30]

### Морталитет/Морбидитет
- У САД, се годишње болнички лечи 10.000 болесника са варичела зостер вирусом. У око 100 болесника лечење се завршава смртним исходом, као секундарна компликација настала инфекцијом варичела зостер вирусом.
- На морбидитет и морталитет углавном утиче пад имунитета; код старијих особа, хроничних болесника (на пример, оних са ХИВ или АИДС инфекцијом), особа на имуносупресивној терапији и особа са примарном инфекцијом вирусом у материци мајке или у раном детињству. Ризик од херпес зостера је најмање 15 пута већа код особа са ХИВ инфекције у односу на оне без ње. Рецидив херпес зостера у оболелих од АИДС је према бројним студијама јао висок, око 25% и значајно је већи у односу на мање од 4% код осталих имунолошким поремећајима.[29]
- Менингоенцефалитис, мијелитис, парализе можданих живаца, грануломатозни ангиитис могу довести до развоја цереброваскуларног инсулта.[31]
- Дисеминовани зостер, који се шири хематогеним путем (преко крви) може да доведе до настанка промена у више дерматома коже и висцералнихм органима и смртиног исхода због енцефалитиса, хепатитиса или пнеумонитиса.
- Секундарне бактеријске инфекције, најчешће стрептококне или стафилококна, могу настати на месту осипа[32] и изазвати дубоке, ружне ожиљке.
- Постхерпетична неуралгија [б] је болна компликација херпес зостера много чешћа код пацијената старијих од 50 година.[33][34][35][36]

## Патофизиологија
Након примарне инфекције, варичела зостер вирус доспева до леђног корена тригеминалног ганглиона (који је аналог леђном корену ганглија кичмене мождине, у које долазе сензорна влакана из осталих делова тела), где остаје латентан до краја живота пацијента. Овакви услови омогућавају да се након активирање латентног варичела зостер вируса јави ерпуција кожног оспина у једном дерматому под називом херпес зостер или зостер. Облик херпес зостера код болесници код којих промене захватају прву грану тригеминалног живца називамо очни зостар или херпес зостер офталмикус. Болест је први описао Хипократ, међутин ни он ни други лекари нису могли да разјасне узрок болести све до појаве савремених медицинских имунохистохемијских тестова.
Учесталост или расподала, дерматомских  промена у херпес зостеру слична је центрипеталној расподели почетних лезија у овчијим богињама. Овај пример може да објасни, касније настајење и околно ширење вируса током варичеле из инфицираних ћелија коже на завршетке сензорних живаца и каснијег „успона“ (доспећа) вируса до ганглија нервног система. То такође наговештава да заражавање ганглија највероватније настаје хематогено (преко крви) током виремијске фазе варичеле и да је учесталост јављања промена у одређеном дерматому у херпес зостеру одређује ганглије које су најчешће изложена реактивирању стимулуса.
Када се „ослободи“ из тригеминалног ганглион, варичела зостер вирус (људска херпесвирус тип 3) „путује“ према првој (офталмичкој) грани тригеминалног живца и назоцилијарном живцу. Овај огранак живца се потом дели на грану која инервишу површину коже око ока и носу до његовог врха. Овај процес (миграције вируса кроз живац) обично траје 3-4 дана док вирусне честице не стигну до нервних завршетка у кожи. У току свог пута кроз живац вирус доводи до перинеуралног (околног) и интранеурал (унутрашњег) запаљења живца које може да оштети само око или/и друге околне структуре очног дерматома.
У пацијената са амањеним имунитетом, специфична антитела (имуноглобулина G, M и A), појављују се много брже и достижу виши титар току реактивације (херпес зостер), него за време примарне инфекције.
Изглед кожне оспе изазван херпес зостером поклапа са дубоком специфичном варичела зостер пролиферацијом Т-ћелија. Увећана продукција Интерферона-α се јавља са резолуцијом херпес зостера. Пацијент после прележаног зостера има дуготрајан, побољшан, имунски одговор (имунитет) на варичела зостер вирус.
У очном облику зостера, компликације на оку могу бити последица запаљењских промена (нпр.инфилтартивне генезе; кератитис, или васкуларне генезе; еписклеритис/склеритис, иритис, исхемијски папилитис, орбитални васкулитис).

## Клиничка слика
- Болест почиње акутном ерупцијом груписаних мехурића, најчешће унилатерално (једнострано) у пределу прве гране тригеминалног живца.
- Мехурићи су у почетку испуњени бистрим садржајем, потом се брзо замуте;
- Најчешћа локализација промена је у офламичком дерматрому: предо око очију, носа, чела и поглавине.
- Неколико дана пре појаве кожних промена јављају се сензације у виду: пецкања по кожи и у очима, штипања, фотофобије, жарења до болова различитог интензитета
- Понекад се може јавити само сегментална неуралгија са променама у очима без кожних промена (лат. Zoster sine herpete).

## Дијагноза
Како се болест може испољити у два облика, као: површни (епителијални) и дубоки (стромални), то се треба имати у виду током током постављања дијагнозе.

#### Површнски (епителијални) облик ВЗВ изазваног запаљење рожњаче
Овај облик се јавља неколико дана после појаве ефлоресценци у пределу чела и манифестиле се појавом на површини рожњаче финих пунктиформних и дендритиформних оштећења епитела који се боје флуоресцеином.

#### Дубоки (стромални) облик ВЗВ изазваног запаљења рожњаче
Овај облик запаљења рожњаче може се испољити као:
Нумуларни облик
Овај облик се јавља након 7-10 дана после почетка болести, са клиничким променама у површним слојевима строме рожњаче у виду финих инфилтрата нумуларног изгледа окружених узаном зоном стромалног едема. Епител изнад ових инфилтрата је интактан, тако да се рожњача не боји флуоресцеином. Инфилтрати могу да се спонтано ресорбују без последица по провидност рожњаче. Болест може да поприми и хронични ток са таложењем у њима липидних супстанци, васкуларизацијом и фасетирањем рожњаче. У том случају нарушена је провидност рожњаче и смањен квалитет вида.
Дисциформни облик
Он је најређа корнеална манифестација офталмичког херпес зостера која се јавља две до три недеље после почетка болести. Обично је локализован у централном делу рожњаче и по својој клиничкој слици врло је сличан дисциформном кератитису изазваног херпес симплекс вирусом тип 1.

## Диференцијална дијагноза
| Критеријуми                                        | Болест-поремећај |
| -------------------------------------------------- | --- |
| Примарне болести - поремећаји                      | Конјунктивитис • Склеритис • Абразија рожњаче • Мождани удар • Крварење у мозгу • Улкус рожњаче и улцерозни кератитис • Глауком ока • Субарахноидално крварење • Главобоља • Токсоплазмоза • Мигрена • Неуралгије тригеминуса • Иритис и увеитис • Менингитис • Неоплазме мозга                                                             |
| Остали поремећаји -болести које траба имати у виду | Бактеријски кератоконјунктивитис • Конјунктивити изазван хламидијом • Алергијски конјунктивитис • Рецидивирајућа ерозија рожњаче • Токсични конјунктивитис • Гљивични кератитис • Некроза рожњаче • Болести везивног ткива • Оптички неуритис • Окуломоторна парализа • Лезије у мозгу (тумори, токсоплазмоза, апсцеси) • Мултипла склероза |

## Терапија
Очни зостер захтева хитну терапију лековима и обухвата:
Локално лечење промена на кожи
Примена одговарајућих аналгетика
Аналгетици се примењују у зависности од јачине и другик карактеристика бола.
Примена оралних аантивирусних лекова
Тарапија ацикловиром (Zovirax), фамцикловиром (Famvir) и валацикловиром (Valtrex) значајно скраћују трајање знакова и симптома и смањује појаву и тежину компликација у очном зостеру. Иако имају значајан учинак на ублажавање бола током акутне фазе болести, ови лекови немају дејство на смањење учесталости или тежину постхерпетичне неуралгије. Са терапијом антивирусним лековима треба започети у току 72 часа од настанка промене на кожи, јер са након одложене примене, лечења продужава а компликације јављају чешће, (иако нема јасних доказа против примене антивирусних лекова чак и после 72 часа) Теоретски гледано, вирусна инфекција се може спречити у било ком периоду појаве осипа, посебно ако се нове лезије јављају у више фаза. Фамцикловир и валацикловир (у дози од 1000 мг дневно) су се показали као ефикаснији лекови од ацикловира у лечењу херпес зостер и смањењењу његових компликација. Стандардна дужина антивирусне терапије херпес зостера траје 7-10 дана. Искуствено је показало да лечење рожњаче траје до 30 дана. Код старијих особа и особа са поремећајем имунског система као и код озбиљнијих компликација, као што су промене на ретини лечење антивирусним лековима, може захтевати интравенску и вишемесечну оралну антивирусну терапију.
Локална и општа антибиотска терапија
Ова терапија се примењује у случају појаве секундарне бактеријске инфекције.
Лечење промена на оку
Када је због отока и рефлексног грчења очних мишића, угрожена функција очних капака и ока примењују се очне масти и раствори који трба да спрече исушивање и ерозију рожњаче.

## Мере превенције
Особе са очним обликом зостера могу херпес вирусе (изазиваче овчијих богиња) пренети другим људима. Зато болесници са зостером треба да избегаватју контакт са особама које нису боловали од варичеле (посебно трудницама), хроничним болесницима (као што су оболели од рака или АИДС-а), децом која нису прележала варичелу и другим особама са нарушеним имунским системом.